# Melioration
Melioration, teils auch Meliorisation (von lateinisch melior ‚besser‘, teils umgangssprachlich Bodenbewirtschaftung), ist ein Begriff der Bodenkunde, Landschaftspflege und Wasserwirtschaft, der innerhalb der deutschsprachigen Staaten unterschiedliche Verwendung findet.

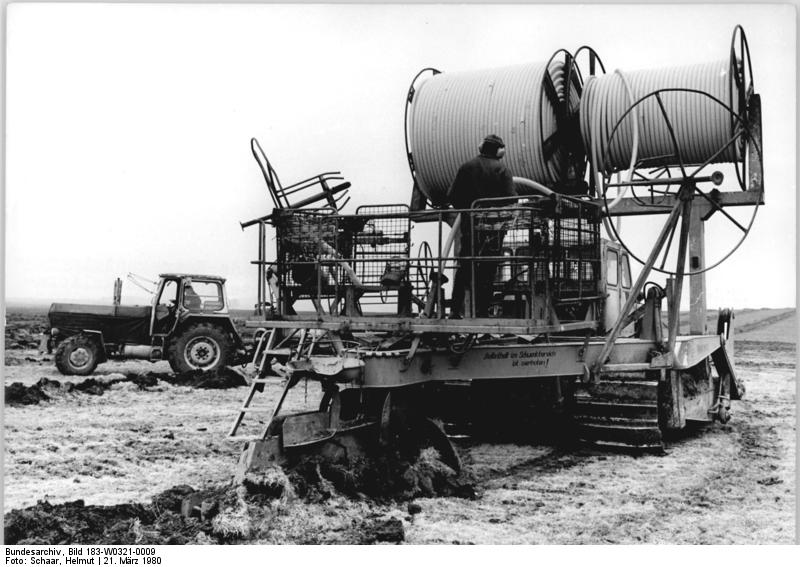
Meliorationsarbeiten bei Römhild (1980)

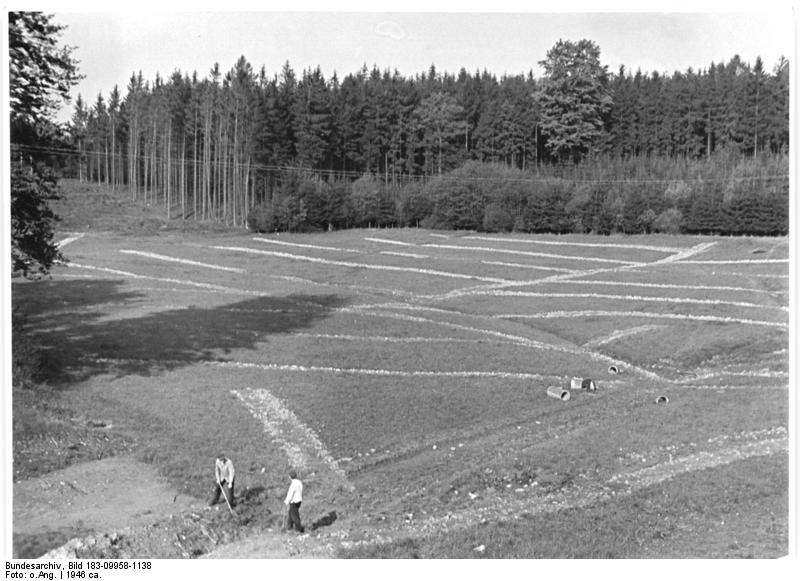
Meliorationsarbeiten bei Großhennersdorf: Feuchtwiesen sollen als Ackerland nutzbar gemacht werden (1946)

## Deutschland

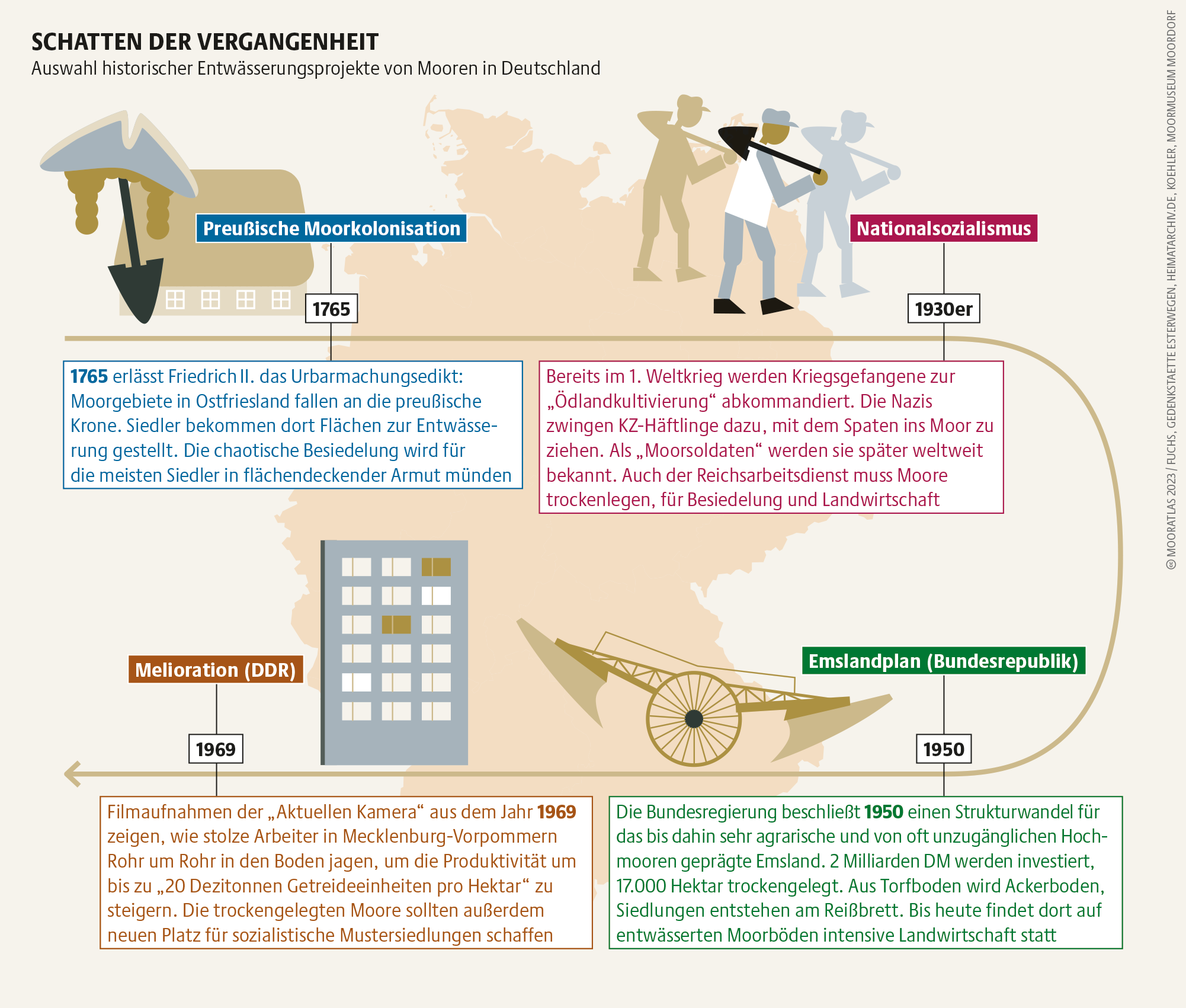
Historische Moor-Entwässerungsprojekte in Deutschland

### Maßnahmen der Bodenverbesserung
In Deutschland sind darin kulturtechnische Maßnahmen zur Werterhöhung des Bodens zu sehen, also
- zur Steigerung seiner Ertragsfähigkeit,
- zur Vereinfachung seiner Bewirtschaftung und
- zum Schutz vor Schädigung oder Zerstörung.

Solche Maßnahmen sind zum Beispiel die Be- oder Entwässerung, Drainierung, Eindeichung von Überschwemmungsgebieten und die Urbarmachung von Ödland.
Teilweise zählt auch die Kultivierung von Mooren und Heide dazu, die Wildbachverbauung, die Verbesserung von Bodengefüge und Nährstoffzustand (Lockerung verdichteter Bodenschichten, Anhebung des pH-Wertes, Entsteinung, Plaggendüngung usw.).
Spätestens seit der Jahrtausendwende wird jedoch darauf geachtet, keine Feuchtgebiete mehr zu zerstören (siehe Artensterben) und Interessenkollisionen von Landwirtschaft und Naturschutz zu vermeiden.
Die Bezeichnung Melioration wird gleichermaßen in Land- und Forstwirtschaft sowie der Bodenkunde und der Wasserwirtschaft verwendet. Sie leitet sich vom lateinischen meliorare (verbessern) ab. Bodenmelioration ist beispielsweise insofern weitgehend gleichbedeutend mit Bodenverbesserung.

### Meliorationswesen in der DDR
Seit 1963 gab es in der DDR Meliorationsgenossenschaften und seit 1968 Meliorationskombinate, welche Dienstleistungen für die Landwirtschaft, also Landwirtschaftliche Produktionsgenossenschaften (LPG), Volkseigene Güter (VEG) und Gärtnerische Produktionsgenossenschaften (GPG), erbrachten, um höhere Erträge und wirtschaftliche Effizienz zu erzielen.
Die Meliorationsgenossenschaften hatten Anteil an der Standorterkundung und den Vorstudien, wenn sich das Projekt in ihrem Kreisgebiet befand.
Mit der Zeit nahmen die Aufgaben immer mehr zu, die Projekte wurden größer und erfassten immer mehr zusammenhängende Gebiete. LPGs wurden zusammengeschlossen in größere KAP (Kooperative Abteilung Pflanzenproduktion). So wurden ab 1968 die Volkseigenen (VE) Meliorationskombinate gegründet, welche auf Bezirksebene zur Unterstützung der Meliorationsgenossenschaften arbeiteten.
Die Verantwortung dieser übergeordneten Meliorationskombinate lag sowohl in der Verwaltungstätigkeit, als auch in den entsprechenden Vorstudien, Standorterkundung, Ausführung von Boden- und Wasseranalysen, Auswertung, Planung und Projektierung, sowie in der Beaufsichtigung der Ausführung der Arbeiten in den Meliorationsgenossenschaften und der Koordinierung zwischen den verschiedenen Meliorationsgenossenschaften auf Bezirksebene, um den größeren und bedeutenderen Projekten Vorrang zu geben.
Alle diese Tätigkeiten wurden fast auf dem gesamten Gebiet der DDR ausgeführt. Jeder Kreis hatte eine Meliorationsgenossenschaft, jeder Bezirk ein Meliorationskombinat.
Die Beschäftigten in allen Meliorationsbetrieben waren Angestellte des Staates. Die Organisation verlief bis zuletzt auf Bezirks- und Kreisebene und nicht auf Ebene der Einzugsgebiete, wie es in der Wasserwirtschaft der Fall war. Da das Meliorationswesen vor allem eine Dienstleistung für die Landwirtschaft darstellte, bestand eine enge Kooperation zwischen beiden, obwohl sie unterschiedlichen Ministerien unterstanden: Wasserwirtschaft seit 1972 dem Ministerium für Umweltschutz und Wasserwirtschaft (MUW), das Meliorationswesen (M.-kombinate und -genossenschaften) dem Ministerium für Land-, Forst- und Nahrungsgüterwirtschaft.
In beiden Institutionen (MK und MG) gab es gut ausgebildete Fachkräfte. An der Universität Rostock wurde das Fach Meliorationswesen als Studienfach mit Abschluss als Diplom-Ingenieur angeboten.
Nach der Wende wurden die vorhandenen Institutionen aufgelöst. Viele Beschäftigte mit langjähriger Erfahrung im Bereich der Bodenverbesserung verloren ihre Arbeit oder wurden umgeschult. Das langjährig aufgebaute Potenzial an Erfahrungen und Kenntnissen blieb ungenutzt.
Zu den Dienstleistungen der ehemaligen Meliorationsbetriebe gehörte eine an den Interessen der Landwirte und Gesellschaft insgesamt orientierte Beratung.
Auch heute bedarf es der Unterstützung der Landwirte bei der Ausführung von Bodenschutzmaßnahmen, der Restaurierung von Waldschutzstreifen, Feldgehölzen, Windschutzstreifen, Terrassenanbau, Obstplantagen, Flussgehölzen und Feuchtgebieten sowie beim Integrierten Pflanzenschutz, bei der Projektierung und Ausführung von Be- und Entwässerungssystemen und Maßnahmen zur Wasserspeicherung und Grundwasserzuführung.

#### Kritik am Meliorationswesen der DDR
Wie in der DDR üblich, waren auch Meliorationskombinate und -genossenschaften Bestandteil der „Kommandowirtschaft“, einer streng hierarchischen Struktur, deren Entscheidungen in letzter Instanz nicht von Fachleuten, sondern von Politikern getroffen wurden. Von 1958 bis 1981 war Gerhard Grüneberg Mitglied des Politbüros des Zentralkomitees (ZK) der Sozialistischen Einheitspartei Deutschland (SED) und von 1960 bis 1981 Sekretär für Landwirtschaft. Er betrieb die „Sozialistische Intensivierung“ (= industriemäßige Pflanzen- und Tierproduktion) und stützte sich dabei auf die Meliorationsbetriebe. Dabei konzentrierte man sich vorrangig auf Be- und Entwässerungssysteme und den Wirtschaftswegebau. Dem langfristigen Bodenschutz und den vielseitigen Wechselwirkungen zwischen Landwirtschaft und ökologischer Diversität wurde wenig Beachtung geschenkt.
Als Negativbeispiel zählen besonders die umweltzerstörerischen Flurbereinigungsmaßnahmen in den 60er Jahren und bis in die 70er Jahre hinein. Vor allem die Zerstörung von Feldgehölzen, Hecken und Windschutzstreifen haben negative Langzeitfolgen: erhöhte Bodenerosion durch Wind und Wasser, verringerter Grundwassereintrag durch erhöhten Oberflächenabfluss, negative Auswirkungen auf das Klima wie stärkere Winde, extreme Temperaturen, verringerte Luftfeuchtigkeit, weniger Niederschläge und damit auch Bodenfeuchtigkeit, was wiederum den Bedarf an Bewässerung erhöht. Zugleich wurde der Einsatz von Pestiziden deutlich verstärkt. Es gab kaum noch Feldgehölze, die zuvor Nützlinge beherbergten, die für einen natürlichen Pflanzenschutz sorgten. Der Einsatz von Großmaschinen führte zu Bodenverdichtung. Das Fachpersonal der Meliorationsbetriebe hatte nur wenige Entscheidungskompetenzen. Die Vorgaben Grünebergs mussten ausgeführt werden. Ab 1981 wurden von seinem Nachfolger wieder Maßnahmen zum Bodenerhalt sowie Kontaminationskontrollen vorgenommen und Feldgehölze wiederhergestellt.

## Österreich
Im Gegensatz zu Deutschland versteht man in Österreich unter Melioration vor allem Maßnahmen zur Bodenordnung – also eine Änderung der Grundstücksgrenzen, um bessere Zufahrten, Schonung der Landschaft und ein besseres Wegenetz zu erreichen. Das Ziel ist weniger eine höhere Fruchtbarkeit der Äcker als die Verbesserung ihrer Struktur. Diese Maßnahmen werden in Deutschland mit dem Begriff Flurbereinigung bzw. Flurneuordnung bezeichnet.

### Optimierung und Landschaftspflege
Diese Maßnahmen – welche die Landwirte oft noch nach der früheren Bezeichnung „Kommassierung“ (Zusammenlegung) nennen – bestehen vor allem in der Zusammenlegung von zu kleinen Grundstücken bzw. ihrer besseren Formgebung. Auch die Richtung der Fahrwege oder Böschungen wird optimiert, um ökonomische Bewirtschaftung und geringere Bodenerosion zu erreichen. Oft wird für eine komplette „Umlegung“ des Parzellenbestandes ein Zeitpunkt gewählt, zu dem der Kataster ohnehin neu zu vermessen ist.
Die weitgehende Beschränkung auf Maßnahmen der Bodenordnung hängt mit der jetzigen Situation der Landwirtschaft zusammen:
- Die weithin herrschende Überproduktion und der resultierende Preisverfall sind für Bauern im Hügelland und Gebirge schwieriger wettzumachen als im deutschen Flachland. Die Bodenqualität kann kaum mehr verbessert werden.
- Die Gewinnung von mehr anbaufähigem Land, die nach dem Zweiten Weltkrieg nötig war, ist daher nicht mehr sinnvoll. Statt Neuland („10. Bundesland“) etwa durch Trockenlegungen und Melioration geht es nun um bessere, dem Gelände und Umweltschutz angepasste Strukturen.
- Bei der Düngung sind eher Reduktion der Ausbringung und Kontrolle ihres Effektes angesagt.

### Ziele der Agrarbehörden
In Niederösterreich kooperiert die NÖ Agrarbezirksbehörde bei Kommassierungs-Verfahren nicht nur wie früher mit den Gemeinden. Neben der besseren Bebaubarkeit der landwirtschaftlichen Flächen soll an bestimmten Flächen (z. B. an kleinen Gewässern oder für früher brachliegende Böschungen) eine Rekommassierung möglich sein. So soll langfristig ein Biotop-Verbundsystem entstehen.
Mit der Zusammenlegung erreicht man eine bessere Bearbeitbarkeit des früher durch die Erbteilung oft stark zerstückelten Grundbesitzes (man nennt die schmalen, im Laufe der Zeit durch Grundstücksteilung entstandenen Flächen auch Riemenfelder, Riemenparzellen oder Lissen). Dadurch ist es möglich, biologisch wichtige Landschaftselemente wie Hecken, Baumgruppen, Feuchträume usw. wieder in die Landwirtschaft einzubringen.

### Wildbach- und Lawinenschutz
Diese für alpines Gelände, Siedlungen und Fremdenverkehr gleichermaßen wichtige Aufgabe untersteht in Österreich (und ähnlich auch in der Schweiz) nicht den Agrarbehörden, sondern eigenen, regionalen geotechnischen Abteilungen.

## Schweiz

Luftaufnahme des Meliorationsgebiets bei Mönchaltorf (Werner Friedli, 1946. Bildarchiv der ETH-Bibliothek)

In der Schweiz wurden ursprünglich alle Massnahmen zur Bodenverbesserung als Melioration bezeichnet. Der Begriff erfuhr im 20. Jahrhundert eine Ausweitung. Seither umfasst er auch Massnahmen wie die Güterzusammenlegung und den Erosionsschutz. Mittlerweile bezeichnet der Ausdruck alle Formen der umfassenden Restrukturierung des landwirtschaftlich genutzten Raumes.
Lange Zeit hatte der Hochwasserschutz eine vorrangige Bedeutung für die Erhaltung der Feldfluren. Die grossen Flusskorrektionen des 19. Jahrhunderts führten dazu, weite ehemalige Überschwemmungszonen und Feuchtgebiete zu urbanisieren.
An der Wende zum 20. Jahrhundert begannen Gemeinden und landwirtschaftliche Genossenschaften vermehrt die vielerorts unzweckmässige Einteilung der Flurparzellen zu ändern. 1918 und 1924 erliess der schweizerische Bundesrat Vorschriften über die Güterzusammenlegungen.
An der Entwicklung der landwirtschaftlichen Bodenkunde und der Meliorationsverfahren wirkten in der Schweiz besonders die kantonalen landwirtschaftlichen Schulen, die Abteilung für Kulturtechnik, Alpwirtschaft und Alpmeliorationen, später Abteilung für Kulturingenieur- und Vermessungswesen an der ETH Zürich sowie das Eidgenössische Meliorationsamt und der Schweizerische Kulturingenieurverein mit. Einflussreiche Personen und Hochschullehrer der ETH Zürich waren dabei Edouard Diserens, Ernst Ramser, Ernst Tanner, Theophil Weidmann und Friedrich Traugott Wahlen. Bei der Verbreitung des Fachwissens spielte die 1902 gegründete Schweizerische Zeitschrift für Vermessungswesen und Kulturtechnik eine wichtige Rolle.
Siehe auch:
- Meliorations- und Vermessungsamt des Kantons Zürich

## Ziele der Melioration
Die Landwirtschaft sollte bei der Planung von Meliorationsmaßnahmen auch mit Forst- und Wasserwirtschaft, dem Naturschutz sowie der Stadt- und Regionalentwicklung zusammenarbeiten. Die Naturressourcen innerhalb einer natürlichen Territorialeinheit sollten gemeinsam mit einem Netzwerk der lokalen Interessengruppen verwaltet werden. Parallel sollte das Management von Wassereinzugsgebieten berücksichtigt werden.
Eine übergreifende zentrale Steuerung (in Deutschland etwa auf Bundes- anstelle nur auf Landesebene) kann sinnvoll sein, um bestimmt Effekte in ihrer Gesamtheit zu beeinflussen.
Das übergeordnete Ziel sollte sein, sich der zukünftig zu erwartenden Klimaveränderung anzupassen und dieser entgegenzuwirken. Mit zunehmender Temperatur werden sich die Niederschlagsintensitäten erhöhen, welche zu erhöhtem Bodenverlust führen, worauf die Bodenschutzmaßnahmen angepasst werden müssen. Die Infiltrationsrate des Oberflächenabflusses muss erhöht werden, um Überschwemmungen zu vermeiden, und die Grundwasserzufuhr zu verbessern, da ebenfalls mit länger andauernden Trockenperioden zu rechnen ist. Insgesamt muss die Speicherkapazität erhöht werden. Eine an die Topografie des Feldes angepasste Restaurierung von Flurgehölzen auf landwirtschaftlichen Großlandflächen kann Desertifikationsprozesse abmildern.
Interessenkollisionen zwischen Landwirtschaft und Naturschutz sollten möglichst vermieden werden (Landwirtschaftsklausel, Naturschutzgesetz von Bund bzw. Ländern). Meliorationsprojekte sollten nur erfolgen, wenn ein gesamt-ökologisches Gutachten vorliegt. Die (kurzfristigen) Nutzen sind mit (langfristigen) volkswirtschaftlichen Kosten und ökologischen Schäden abzuwägen (Umweltverträglichkeitsprüfung).

## Arten der landwirtschaftlichen Melioration

### Hydromelioration
- Bewässerung in möglichst nachhaltiger Weise, einschließlich der Verregnung von Gülle
- geeignete Verwendung und/oder Ableitung der Abwässer von Landwirtschaft, Industrie und der Kommunen
- Entwässerung einschließlich Schaffung und Sicherung der Vorflut

### Kulturtechnische Maßnahmen
Dies sind Maßnahmen zur Werterhöhung des Bodens, also
- zur Steigerung seiner Ertragsfähigkeit,
- zur Vereinfachung seiner Bewirtschaftung und
- zum Schutz vor Schädigung oder Zerstörung.

Kulturtechnische Maßnahmen sind zum Beispiel die Be- oder Entwässerung, die Eindeichung von Überschwemmungsgebieten und die Urbarmachung von Ödland.

### Bodenmelioration
- Bodengefüge-Melioration (Auflockerung des von schweren Traktoren verdichteten Bodens)
  - in leichten Fällen Auflockerung und Vermischung durch Regenwürmer
- besserer Nährstoffzustand (Düngen)
- Oberflächen- und Krumen-Entsteinung, eventuell Tiefumbruch
- Anhebung des pH-Wertes, beispielsweise durch Kalkung

### Kulturlandgewinnung und -rekultivierung
- Ödlandkultivierung einschließlich Moor- und Heide-Kultivierung
- Rekultivierung von bergbaulich genutztem Gelände, Schottergruben oder Mülldeponien
- Landgewinnung an Küsten (Polder)
- Bodensanierung

### Bodenerhaltung, Bodenschutz
- Erosionsschutz gegen Wind und Wasser, Richtung des Ackerns
- Windschutzstreifen (auch für den Artenschutz)
- Wildbachverbauung, Schutz gegen Blaiken usw.
- Rutschhangsanierung.